# Związek Literatów Polskich
Związek Literatów Polskich (ZLP) – organizacja twórcza i zawodowa pisarzy, którymi w rozumieniu statutu są także „eseiści, krytycy, tłumacze literatury pięknej”.

## Cele statutowe
§ 9. Związek Literatów Polskich: 1/ zrzesza na zasadzie dobrowolności pisarzy polskich, 2/ strzeże godności, praw i obowiązków stanu pisarskiego, 3/ dba o swobody twórcze pisarzy i warunki uprawiania zawodu pisarskiego, 4/ reprezentuje społeczność pisarską w kraju i za granicą, 5/ organizuje wymianę kulturalną z zagranicą oraz propaguje literaturę polską w świecie, 6/ udziela pomocy materialnej, prawnej i społecznej pisarzom oraz ich rodzinom.

## Historia
ZLP uważa się (podobnie jak powstałe później Stowarzyszenie Pisarzy Polskich) za bezpośredniego kontynuatora tradycji Związku Zawodowego Literatów Polskich, założonego z inicjatywy Stefana Żeromskiego 14 maja 1920 podczas Zjazdu Literatów Polskich w Warszawie. Formalnie reaktywowano tę organizację po przerwie okupacyjnej, praktycznie tworząc nową we wrześniu 1944 roku na Walnym Zebraniu w Lublinie, gdzie został wybrany Tymczasowy Zarząd, w skład którego wszedł Julian Przyboś jako prezes, a obok niego: Mieczysław Jastrun, Kazimierz Andrzej Jaworski, Jerzy Pleśniarowicz, Jerzy Putrament, Józef Wasowski, Adam Ważyk.
Obecną nazwę związku przyjęto w styczniu 1949 r. na IV Zjeździe Literatów Polskich w Szczecinie, który rozpoczął kilkuletni okres socrealizmu w literaturze polskiej. Związek zreorganizowano wtedy na wzór radzieckich związków twórczych, zapewniając liczne przywileje pisarzom posłusznym wobec zaleceń rządzącej partii (domy pracy twórczej, przydziały nieruchomości, talony, odznaczenia, synekury, mandaty poselskie, korzystanie wraz z rodzinami z lecznicy rządowej, emerytury twórcze). Przywileje dla pisarzy rozdzielał administracyjny aparat związku, którym zarządzali sekretarze (Jerzy Putrament, Jan Maria Gisges), a wyjątkowo serwilistyczną postawę zajmował wielokrotny prezes Jarosław Iwaszkiewicz.
Od lat 60. wewnątrz ZLP rozrastało się środowisko dysydentów, kontestujące zasady ustrojowe PRL, nie rezygnując jednak z przywilejów. Po zdjęciu przez władze PRL wystawianych w warszawskim Teatrze Narodowym tzw. dejmkowskich Dziadów odbyło się 29 lutego 1968 nadzwyczajne zebranie Oddziału Warszawskiego Związku Literatów Polskich, na którym przyjęto napisaną przez Andrzeja Kijowskiego rezolucję pisarzy polskich przeciwko cenzurze, potępiając politykę kulturalną w PRL, żądając zniesienia cenzury i przywrócenia swobody twórczej. Zebranie to stało się jedną z przyczyn zaognienia atmosfery politycznej, która swoją kulminację znalazła w tzw. wydarzeniach marcowych. Z czasem dysydenci zdobyli pozycję dominującą we władzach związku, w okresie 1980–1981 przyjmując retorykę opozycji. W tej sytuacji, kiedy w grudniu 1981 r. po wprowadzeniu stanu wojennego działalność ZLP została zawieszona, władze komunistyczne nie zamierzały dopuścić do jej wznowienia – w lipcu 1983 zawieszony związek został rozwiązany.

### Reaktywacja w 1983
Pod koniec 1983 roku z inicjatywy władz partyjnych i państwowych część członków rozwiązanego ZLP zarejestrowała nowy związek pod tą samą nazwą (określany ironicznie jako „neo-zlep”). Wielu dawnym członkom nie dano szansy na przynależność do nowej organizacji – poprzez zmianę kryteriów przyjmowania członków i weryfikację definicji „pisarza” (natomiast szeroko otwarto dostęp dla tłumaczy i polonistów). Czołowe postaci rozwiązanego „starego ZLP” odmówiły uznania nowego „reżymowego związku”. Powstał rozłam w środowisku literackim, w wyniku którego dawni opozycjoniści pozostawali poza związkiem, a po zmianie ustroju przez Polskę w 1989 r. utworzyli Stowarzyszenie Pisarzy Polskich. Po początkowych sporach ZLP i SPP doszły do porozumienia, dzieląc się związkowym majątkiem. Obydwie organizacje pisarskie mają siedzibę w Domu Literatury w Warszawie przy ul. Krakowskie Przedmieście 87/89.

## Prezesi (ZLP i ZZLP po II wojnie światowej)
- 1944–1945 Julian Przyboś
- 1945–1946 Jarosław Iwaszkiewicz
- 1946–1947 Kazimierz Czachowski
- 1947–1949 Jarosław Iwaszkiewicz
- 1949–1956 Leon Kruczkowski
- 1956–1959 Antoni Słonimski
- 1959–1980 Jarosław Iwaszkiewicz
- 1980–1983 Jan Józef Szczepański
- 1983–1986 Halina Auderska (od 1986 prezes honorowy)
- 1986–1989 Wojciech Żukrowski
- 1989–2003 Piotr Kuncewicz
- od 2003 Marek Wawrzkiewicz

## Oddziały

### Gdańsk
Oddział Związku Literatów Polskich w Gdańsku powstał w 1946 roku. Prezesami oddziału gdańskiego byli: Stanisława Fleszarowa, Lech Bądkowski (od 1965 roku), Andrzej Twerdochlib, Andrzej Piskozub, Kazimierz Radowicz i Stanisław Załuski. Od 2015 roku oddział gdański ZLP jest organizatorem Ogólnopolskiego Konkursu na Opowiadanie in. Bolesława Prusa, dla młodzieży w wieku od 13 do 26 lat; koordynatorem konkursu jest członek gdańskiego oddziału ZLP – Piotr Kotlarz.

### Gorzów Wielkopolski
Oddział Związku Literatów Polskich w Gorzowie Wielkopolskim powstał w październiku 2004 roku. Inicjatorami jego powołania byli członkowie zielonogórskiego oddziału ZLP, m.in.: Jan Gross, Witold Niedźwiecki, Bronisław Słomka, Ireneusz Krzysztof Szmidt, Kazimierz Furman. Pierwszym prezesem gorzowskiego oddziału ZLP został Ireneusz Krzysztof Szmidt. Wspólnie z Wojewódzką i Miejską Biblioteką Publiczną im. Zbigniewa Herberta w Gorzowie Wielkopolskim oddział wydaje kwartalnik literacki „Pegaz Lubuski”.

### Kalisz
Wielkopolski Oddział Związku Literatów Polskich w Kaliszu został założony 16 grudnia 2016, pierwszym prezesem oddziału została Urszula Zybura.

### Kielce
W lutym 1984 roku powołano oddział Związku Literatów Polskich w Kielcach. W 1997 r. rozpoczęto wydawanie periodyku pt. Świętokrzyski Kwartalnik Literacki. Od 1998 r. przy kieleckim oddziale ZLP funkcjonuje Koło Młodych Pisarzy.

### Koszalin
We wrześniu 1965 roku powstał oddział Związku Literatów Polskich w Koszalinie, którego członkami-założycielami byli: Czesław Kuriata, Henryk Livor-Piotrowski, Marta Aluchna-Emelianow, Zbigniew Kiwka, Stanisław Misakowski i Gracjan Bojar-Fijałkowski. Pierwszym prezesem koszalińskiego oddziału ZLP był Czesław Kuriata. W 1980 roku członkowie oddziału z województwa słupskiego wyodrębnili się w oddział ZLP w Słupsku.

### Kraków
Oddział Związku Zawodowego Literatów Polskich powstał w Krakowie już w chwili utworzenia tej organizacji w 1920 roku. Po wojnie otrzymał od władz kamienicę przy ulicy Krupniczej 22. W tym budynku, znanym odtąd jako Dom Literatów (albo żartobliwie „pisarski kołchoz”), oprócz pomieszczeń biurowych i klubowych, biblioteki, bufetu i stołówki znajdowały się mieszkania, przydzielane pisarzom, przede wszystkim przybyłym do Krakowa po powstaniu warszawskim i powojennej zmianie granic. Powojennymi prezesami oddziału byli m.in.: Kazimierz Czachowski, Kazimierz Wyka, Jerzy Andrzejewski, Tadeusz Hołuj, Stefan Flukowski, Stefan Otwinowski, Adam Polewka, Julian Przyboś, Jan Pieszczachowicz, funkcję sekretarza oddziału pełnili m.in. Marian Promiński, Maciej Słomczyński, Władysław Bodnicki.

### Lublin
W maju 1932 roku powstał Związek Literatów w Lublinie, który formalnie nie był związany z ogólnopolskim ZZLP. Założycielami Związku Literatów w Lublinie byli: Franciszka Arnsztajnowa, Józef Czechowicz (pierwszy prezes), Stefan Wolski, Wacław Gralewski, Kazimierz Andrzej Jaworski, Józef Nikodem Kłosowski, Józef Łobodowski, Antoni Madej, Bronisław Ludwik Michalski. Niezależny lubelski związek zakończył działalność w 1939 r. Właściwa historia ZLP na Lubelszczyźnie zaczęła się we wrześniu 1944 roku, kiedy w wyzwolonym Lublinie reaktywowano ogólnopolski Związek Zawodowy Literatów Polskich, organizując tutaj pierwsze powojenne Walne Zebranie jego członków. Ukonstytuowały się wtedy centralne organy związku z tymczasową siedzibą w Lublinie. Kiedy w lutym 1945 roku przeniesiono je do Łodzi, w ich miejsce zaczął się organizować regionalny oddział, początkowo jako Lubelski Klub Literacki, którego prezesem był prof. Juliusz Kleiner. Razem z nim lubelski oddział organizowali: Maria Bechczyc-Rudnicka, Stefan Wolski, Helena Platta, Jerzy Pleśniarowicz, Igor Sikirycki.

### Olsztyn
Olsztyński oddział Związku Literatów Polskich utworzony został w lipcu 1955 roku, z inicjatywy Władysława Gębika. W chwili powstania liczył 7 członków: Maria Zientara-Malewska, Emilia Sukertowa-Biedrawina, Michał Lengowski (pierwszy prezes), Władysław Gębik (wiceprezes), Janusz Teodor Dybowski (sekretarz), Teofil Ruczyński (skarbnik), Alojzy Śliwa. Później dołączyli: Klemens Oleksik, Władysław Ogrodziński, Tadeusz Stępowski, Henryk Panas, Leonard Turkowski, Edward Martuszewski, Karol Małłek, Jan Dopatka, Fryderyk Leyk i Gustaw Leyding-Mielecki.

### Opole
W lipcu 1955 roku powołano oddział Związku Literatów Polskich w Opolu, którego pierwszymi członkami byli: Zbyszko Bednorz, Stefan Chmielnicki, Jerzy Gałuszka, Ryszard Hajduk, Jakub Kania, Kazimierz Kowalski, Adolf Niedworok, Rafał Urban, Bogumił Wyszomirski i Zbigniew Zielonka. Pierwszym prezesem opolskiego oddziału ZLP został Rafał Urban.

### Poznań
Oddział ZLP w Poznaniu istnieje od 1921 roku, kiedy z inicjatywy Jerzego i Witolda Hulewicza powstał poznański oddział ZZLP. Pierwszym prezesem był Władysław Reymont, do pierwszych członków zaliczali się także: Arkady Fiedler, Zenon Kosidowski, Aleksander Janta-Połczyński, Artur Marya Swinarski, Jan Sztaudynger, Józef Weyssenhoff, Emil Zegadłowicz. Od 1934 roku do dziś oddział organizuje „Czwartki literackie”. W latach 1975–1981 prezesem Poznańskiego Oddziału ZLP był Czesław Chruszczewski. W obecnym kształcie Oddział funkcjonuje od 1 stycznia 2011 roku, od chwili połączenia oddziałów: Poznańskiego i Wielkopolskiego założonego w 2005 roku przez grupę secesjonistów.

### Rzeszów
Rzeszowski oddział rozpoczął działalność 26 listopada 1967 roku. Pierwszym prezesem został Jerzy Pleśniarowicz, a obok niego w skład zarządu weszli: Stanisław Orzeł, Tadeusz Sokół, Roman Turek. Dorocznie oddział przyznaje honorową Nagrodę Literacką „Złote Pióro”, ponadto w 2002, 2006 i 2013 roku przyznano honorową Nagrodę Literacką „Diamentowe Pióro”. Rozwijana jest współpraca ze Słowacją i Ukrainą, m.in. poprzez organizowanie międzynarodowych sesji.

### Słupsk
Od 1980 roku istnieje oddział Związku Literatów Polskich w Słupsku, który powstał poprzez wydzielenie się z oddziału ZLP w Koszalinie. Pierwszym prezesem słupskiego oddziału ZLP został Stanisław Misakowski.

### Szczecin
Oddział w Szczecinie został utworzony 15 listopada 1950 roku, pierwszym prezesem był Jerzy Andrzejewski.

### Wrocław
Dolnośląski oddział związku powstał w 1947 roku, prezesem był do 1951 r. Wojciech Żukrowski, do pierwszych członków należeli: Stanisław Dygat, Kamil Giżycki, Ludwik Hirszfeld, Marian Jachimowicz, Tymoteusz Karpowicz, Tadeusz Mikulski, Jan Pierzchała, Lilian Seymour, Tadeusz Zelenay, Jakub Zonszajn.

### Zielona Góra
Oddział ZLP w Zielonej Górze zainaugurował działalność 4 listopada 1961 roku. Utworzyło go 6 członków: Tadeusz Kajan, Janusz Koniusz, Włodzimierz Korsak, Zdzisław Morawski, Bolesław Soliński (pierwszy prezes), Eugeniusz Wachowiak. Później do zielonogórskiego oddziału należeli m.in. Irena Dowgielewicz, Michał Kaziów, prof. Jan Kurowicki, Alfred Siatecki, Zygmunt Trziszka, Bronisława Wajs-Papusza, Andrzej K. Waśkiewicz. W latach 1974–1989 oddział był inicjatorem i organizatorem Dni Literatury Radzieckiej, które odbywały się podczas corocznego Festiwalu Piosenki Radzieckiej. Ponadto dwukrotnie, w latach 1963 i 1970 oddział organizował Zjazd Pisarzy Ziem Zachodnich i Północnych.